# Paul Christophe (homme politique)
 (novembre 2024).
L'article doit être relu — et modifié si nécessaire — par des contributeurs indépendants pour apporter un regard critique aux contributions effectuées en violation des conditions d'utilisation de Wikipédia, tant sur la forme (notamment concernant le style encyclopédique, la proportionnalité) que sur le fond (la neutralité de point de vue, la qualité et l'indépendance des sources).
(Politique pour les contributions rémunérées | Comprendre le dépubage | En discuter)
 (mai 2025).
Ne doit pas être confondu avec Paul Christophle.
Pour les articles homonymes, voir Paul Christophe.
Paul Christophe, né le 10 février 1971 aux Sables-d'Olonne (Vendée), est un homme politique français.
Maire de Zuydcoote (Nord) pendant neuf ans, il est élu député aux élections législatives de 2017. La même année, il participe à la fondation du parti politique Agir. Il est réélu en 2022 et 2024. Il est élu président de la commission des Affaires sociales en juillet 2024.
Le 21 septembre 2024, il est nommé ministre des Solidarités, de l’Autonomie et de l'Égalité entre les femmes et les hommes dans le gouvernement de Michel Barnier.

## Parcours professionnel
Paul Christophe entre en 1991 dans l'administration, au Trésor public, au service des collectivités locales. Il quitte ses fonctions pour rejoindre la commune de Téteghem, en 2002, où il est directeur général des services jusqu'en juin 2015.

## Parcours politique
Après une première tentative sans succès comme membre d'une liste d'opposition aux élections municipales de mars 2001, il commence sa carrière politique en mars 2008, en remportant les élections municipales à la tête d'une liste apolitique, et devient maire de Zuydcoote sous l'étiquette Divers droite. Il est réélu en mars 2014 à la tête de la liste « Ensemble pour Zuydcoote » avec près de 73 % des voix.
En 2012, il est nommé suppléant du député Jean-Pierre Decool dans la 14e circonscription du Nord.
En 2015, en binôme avec Martine Arlabosse, maire-adjointe de Malo-les-Bains, il remporte les élections départementales sur le canton de Dunkerque-2 et devient conseiller départemental du Nord. Il est ensuite élu vice-président du conseil départemental du Nord le 2 avril 2015. Il est depuis chargé de la politique environnementale, de l’eau et du développement durable.
Le 18 juin 2017, il remporte l’élection législative avec 63,88 % des suffrages exprimés et devient député de la 14e circonscription du Nord sous l'étiquette LR. 
En raison de la loi sur le non-cumul des mandats, il quitte la mairie en juillet 2017.
Dès son arrivée à l’Assemblée nationale, il rejoint les élus de droite qui scissionnent pour former le groupe des Républicains constructifs, bienveillant à l’égard du gouvernement d’Édouard Philippe, lui-même issu de LR. Fin 2017, il cofonde Agir, parti positionné à l’aile droite de la coalition présidentielle, avant d’intégrer Horizons dès son lancement, en 2021.
Il est co-rapporteur fin 2022 d'une mission parlementaire avec le député socialiste Arthur Delaporte sur les bénéficiaires du dispositif "TUC" (Travaux d'Intérêt Public) dans les années 1980 et leurs droits à retraite,.
En janvier 2023, il fait voter une proposition de loi sur l'accompagnement des parents d'enfants malades et handicapés.
Le 21 septembre 2024, il est nommé ministre des Solidarités, de l’Autonomie et de l’Egalité entre les femmes et les hommes dans le gouvernement de Michel Barnier. Il fait partie des ministres aux positions conservatrices sur les questions de société, ayant notamment voté contre l'accès à la procréation médicalement assistée dans le cadre de la loi de bioéthique du 2 août 2021,.
Après la censure du gouvernement Barnier, il n'est pas reconduit dans celui de François Bayrou, et redevient donc député. En janvier 2025, il est élu président du groupe Horizons & Indépendants en remplacement de Laurent Marcangeli, nommé ministre.

## Pour approfondir